# La ricerca dell'uccello del tempo
La ricerca dell'uccello del tempo è una storia a fumetti scritta da Serge Le Tendre e disegnato da Régis Loisel, pubblicata dalla Dargaud a partire dal 1983, con titolo originale La Quête de l'oiseau du temps (in seguito ripubblicata per il mercato anglofono con i titoli: The Quest for the Time-Bird e Roxanna and The Quest For The Time Bird).

## Trama

### Primo ciclo
Il mondo di Akbar è in pericolo: Ramor, il dio maledetto, sta per essere liberato. La maga Mara ha trovato un modo per evitare la risurrezione del dio e trattenerlo ancora nella sua prigione, una conchiglia. Comunque, per riuscire nell'incantesimo, lei necessita del leggendario Uccello del tempo, un animale mistico capace di controllare il flusso del tempo. Lei invia sua figlia, Pelisse (Roxanna nella traduzione inglese, Velissa nella versione pubblicata da Alessandro Editore, Pelissa nella versione pubblicata dall'Eura Editoriale), ad un suo passato amante, Bragon, un tempo un terribile guerriero, ora un brizzolato possidente, per convincere l'invecchiato eroe a lanciarsi in un'ultima avventura al fine di salvare il mondo di Akbar.

### Secondo ciclo
Un giovane Bragon lascia la fattoria di famiglia in cerca di avventure. Incontra Javin, un altro avventuriero che diventerà suo amico fraterno, prima di morire ucciso dal temibile mostro borak, a sua volta trucidato da Bragon. Innamorato di Mara, la figlia del principe-mago che ha salvato da un attacco della Setta del Segno, Bragon parte in ricerca del Rige, un guerriero dalla forza leggendaria, per diventarne l'allievo ed elevarsi così allo stesso rango della principessa.

## Volumi pubblicati
- Volume 1: La conchiglia di Ramor (titolo originale: La Conque de Ramor, 1983 - Ramor's Conch)
- Volume 2: Il tempio (titolo originale:: Le Temple de l'oubli, 1984 - The Forgotten Temple)
- Volume 3: Il maestro (titolo originale: Le Rige, 1985 - The Rige)
- Volume 4: L'uovo delle tenebre (titolo originale: L'Œuf des ténèbres, 1987 - The Darken Egg)

Questi quattro costituiscono il primo ciclo, che è stato pubblicato dall'Eura Editoriale sul settimanale di fumetti Skorpio nei numeri dal 39 al 51 del 1990, e poi in 4 volumi di Alessandro Editore.
Segue un secondo ciclo di storie, pubblicato da Alessandro Editore con il sottotitolo Mara, costituito dai seguenti volumi:
- Volume 5: L'amico Javin (titolo originale: L'Ami Javin, 1998)
- Volume 6: Il libro magico degli dèi (titolo originale: Le Grimoire des Dieux , 2007)
- Volume 7: Sulle tracce del Rige (titolo originale: La Voie du Rige , 2010)
- Volume 8:  (titolo originale: Le Chevalier Bragon, 2013) inedito in Italia
- Volume 9:  (titolo originale: L'Emprise, 2017) inedito in Italia
- Volume 10:  (titolo originale: Kryll, 2020) inedito in Italia
- Volume 11:  (titolo originale: Folle Graine, 2022) inedito in Italia

Questo nuovo ciclo costituisce un prequel alla vicenda originale.